# Phrurolithus nipponicus
Phrurolithus nipponicus is een spinnensoort uit de familie van de Phrurolithidae.
De wetenschappelijke naam van de soort werd in 1914 gepubliceerd door Kyukichi Kishida.